# Медер (Німеччина)
Медер (нім. Meeder) — громада в Німеччині, розташована в землі Баварія. Підпорядковується адміністративному округу Верхня Франконія. Входить до складу району Кобург.
Площа — 79,59 км2. Населення становить 3670 ос. (станом на 31 грудня 2020).